# Enter 77
"Enter 77" er det 58. afsnit af tv-serien Lost. Episoden blev instrueret af Stephen Williams og skrevet af Carlton Cuse & Damon Lindelof. Det blev første gang udsendt 7. marts 2007, og karakteren Sayid Jarrah vises i afsnittets flashbacks.